# Страшени
Страшени је град и седиште Страшенског рејона, у централном делу Молдавије.

## Назив града
Постоји неколико легенди о постанку имена Страшени. По једној, назив потиче од румунске речи „strașnic” што значи „страшан” и према причи некада давно су ови крајеви били под страшном шумом.

## Економија
Данас је Страшени познат по вину. Виноград Страшени који је удаљен 12 km од Кишињева је чувен по свом пенушавом белом вину. Недалеко од њега се налази и Романешти винарија која је једна од највећих локалних винарија и једно време је била водећа винарија у Совјетском Савезу. Један од њених најпознатијих производа је црвено вино бордо.

## Медији
- Глас Бесарабије - 102,3 MHz

## Међународни односи
Страшени је побратимљен са:
- Онешти, Румунија